# Таємнича людина (фільм, 1935)
«Таємнича людина» (англ. The Mystery Man) — американський фільм 1935 року режисера Рея МакКері.

## Сюжет
У центрі сюжету журналіст чиказької газети Ларрі Дойл, котрий після бурхливої вечірки прокидається у Сент-Луїсі без грошей. Він зустрічає жінку, Енн Олгіві, котра також знаходиться в скрутному фінансовому становищі. Разом, вони потрапляють у серію пригод, які згодом стають небезпечними для життя.

## Актори
- Роберт Армстронг — Ларрі Дойл
- Максін Дойл — Енн Огілві
- Генрі Колкер — Елвін А. «Джо-Джо» Джонас
- Лерой Мейсон — гангстер Вугор
- Джеймс Берк — головний редактор Марвін
- Гай Ашер — окружний прокурор Джонсон
- Джеймс П. Буртіс — Волен
- Монте Коллінз — Данн
- Сем Луфкін — Вікс
- Отто Фріс — Нейт
- Норман Г'юстон — Т. Фултон Вістлер
- Делл Гендерсон — містера Кларка, менеджер готелю
- Лі Шамвей — людина в платті
- Сем Флінт — Джерома Робертс, видавець